# Polnalyubvi
Marina Valérevna Deméschenko (en ruso, Мари́на Вале́рьевна Деме́щенко) (13 de febrero de 2000; Anádyr, Rusia), más conocida como Polnalyubvi (normalmente estilizado todo en minúsculas o mayúsculas), es una cantante rusa del género indie pop.

## Biografía
Marina empezó a involucrarse en la música desde su infancia. A los cuatro años inició sus estudios en la clase de violín de la escuela de música No. 1 en la ciudad de Velíkiye Luki. De forma paralela a sus clases de violín, Marina estudió canto, primero en el coro y posteriormente de forma privada con un profesor. A los 13 años, Marina se graduó de la escuela de música y se mudó a San Petersburgo, lugar donde continuó con sus lecciones de canto folclórico en un nivel superior. Marina consiguió aprender por sí sola a tocar guitarra, instrumento con el cual escribió su primera canción en 2016, "Silencio, mira, mi amor está durmiendo" (Тише, видишь, спит моя любовь, en ruso).
A los 16 años comenzó a interesarse por el modelaje TFP (Time for print, en inglés), y sus amigos le aconsejaron que se creara una cuenta de Instagram, donde además de publicar fotos, subía ''covers'' de sus canciones favoritas. La popularidad de Marina creció rápidamente. En 2017 se presentó a su primer concierto (kvartirnik) en un anticafé "Tsiferblat" y luego le siguió otro pequeño concierto en Moscú que ella misma organizó. Para ese momento, el repertorio de Marina ya incluía canciones de su autoría. Poco después, la cantante grabó y lanzó su álbum debut titulado V, cuya fecha de lanzamiento fue el 31 de agosto de 2017. La joven cantante admitió que se guio por el trabajo de Anna German y Vladímir Vysotski, además de ser fanática de Zemfira, Mujuice, y de los grupos Mumiy Troll y Splean.
En 2018, Marina Demeschenko se graduó de la escuela y anunció el lanzamiento de su segundo álbum, OFELIA. Después de esto, se hicieron conciertos en los que se presentó Marina en compañía de sus músicos.
En el otoño de 2019, Marina lanzó su tercer álbum, Elegía (Элегия). En este álbum, como en los anteriores, Marina fue la autora de la letra, música y arreglos que escribió junto con un ingeniero de sonido.
En septiembre de 2020, vio la luz el cuarto álbum de Polnalyubvi, Cuentos de la ninfa del bosque (Сказки лесной нимфы). Hay ocho canciones en este álbum, incluyendo el éxito de TikTok "Cometas" ("Кометы"). En el sitio web Colta.ru, su nuevo álbum se describió como "pop élfico", y se señaló el alejamiento del sonido minimalista en favor de composiciones épicas y de gran escala, acompañadas de bajos profundos y coros de múltiples voces. El 29 de septiembre, Polnalyubvi se presentó en el programa "Tarde con Urgant" ("Вечерний Ургант") de Piervy Kanal con la canción "Кометы".

## Discografía

### Álbumes
- 2017 - V
- 2018 - OFELIA[10]
- 2019 - Элегия[11]
- 2020 - Сказки лесной нимфы[7]
- 2023 - О чём поёт твоё сердце

### Sencillos
- 2020 - Кометы
- 2020 - Девочка и море
- 2021 - Песня последней встречи
- 2021 - Чужой среди своих
- 2021 - Твои глаза
- 2022 - Сирена
- 2023 - Успокой меня
- 2023 - Кукла
- 2023 - Одиночество

### Colaboraciones
- 2019 - WE (feat. polnalyubvi) - "32123"
- 2021 - Wildways (feat. polnalyubvi) - "Ветивер"

## Videos musicales
- "Май осень целовал" (2017)[v 1]
- "Алый закат" (2019)[v 2]
- "Считалочка" (2019)[v 3]
- "Кометы" (2020)[v 4]